# Жарновецкий, Константин Сигизмундович
Константин Сигизмундович Жарновецкий (1881, Ереван—1942, Ленинград) — большевик, комиссар петергофского военно-революционного комитета, начальник городской Красной гвардии в Нарве, профессор, заведующий кафедрой обществоведения Ленинградского университета.

## Биография
Родился в Эривани (современный Ереван, Республика Армения), в семье служащего.
В 1900 г. после окончания гимназии приехал в Петербург и поступил на историко-филологический факультет СПбГУ, который окончил в 1904 году.
С 1900 года входил в Петербургский комитет РСДРП(б).
15 марта 1904 г. вступил в партию большевиков, с 1905 г. входил в Петербургский комитет РСДРП(б), с 1906 г. состоял в городском комитете Военной организации большевиков. В период 1906—1910 гг. неоднократно арестовывался, высылался из Петербурга; с 1910 г. поселился в Петергофе, преподавал историю русской литературы в мужской гимназии имени императора Александра II.
После февраля 1917 г. был одним из организаторов Петергофского совета и большевистского комитета партии, вел активную агитационную работу среди солдат. В июле 1917 г. он был арестован по приказу Временного правительства, но под давлением солдатских комитетов был освобожден.
С октября 1917 г. — комиссар петергофского военно-революционного комитета, принимает участие в боях против генерала П. Краснова под Красным Селом. Впоследствии работал в Нарве — начальником городской Красной гвардии, редактором «Нарвских известий», после Брестского мира возвращается в Петроград и назначается заведующим отделом агитации и пропаганды губернского комитета партии.
В 1918 г. в качестве комиссара и члена революционного военного совета 9-й армии принимает участие в боях против войск генерала Н. Юденича. После окончания гражданской войны преподаёт общественные науки в различных ленинградских высших учебных заведениях.
С 1931 г. — профессор, заведующий кафедрой обществоведения Ленинградского университета. Умер во время блокады Ленинграда.

## Память
- Улица Жарновецкого